# Kampoon Boontawee
 (juin 2020).
Si vous disposez d'ouvrages ou d'articles de référence ou si vous connaissez des sites web de qualité traitant du thème abordé ici, merci de compléter l'article en donnant les références utiles à sa vérifiabilité et en les liant à la section « Notes et références ».
Œuvres principales
Fils de l’I-Sân
Kampoon Boontawee ou Kampoon Boonthavee ou Khamphun Bunthawi (thaï : คําพูน บุญทวี), né le 26 juin 1928 à Ubon Ratchathani et mort le 4 avril 2003 à Nonthaburi, est un écrivain essayiste, nouvelliste, et romancier thaïlandais, chantre de la vie bucolique des Thaïs-Isans (la population rurale et pauvre du nord-est de la Thaïlande) et défenseur des droits des prisonniers.
Il est le premier thaïlandais recevoir le  prix des écrivains de l'Asie du Sud-Est en 1979 pour son roman ลูกอิสาน (Luk Isan) « Fils de l’I-Sân ». En 2001, il est nommé artiste national dans le domaine de la littérature.

## ฺBiographie
Kampoon Boontawee est né le 26 juin 1928 dans la ville Sai Mun, district Yasothon, dans la province Ubon Ratchathani, à la frontière du Laos et du Cambodge (actuellement dans la province Yasothon). Il est surnommé คูน Kun. Il est le fils aîné des sept enfants de Sanit et Loon Boontawee.
Kampoon étudie à l’école Preecha Bandit dans sa ville natale jusqu'à la fin du secondaire. Après ses études, il exerce divers métiers dans la région nord-est, notamment chef d’une troupe de danseurs thaïs et vendeur de médicaments.
Plus tard, il rejoint Bangkok où il travaille comme ouvrier journalier sur le port fluvial de Khlong Toei, comme garçon d’écurie, et comme conducteur d’un vélo-taxi (le pousse-pousse ou rickshaw était très utilisé à Bangkok mais dans les années 1980, il fut interdit pour des raisons de sécurité routière ; cependant on le trouve encore dans des villes de province et en banlieue de la capitale) puis, finalement il devient professeur responsable d’une petite école dans le sud de la Thaïlande. Là, il se marie avec Prapit Na Phatthalung en 1950. Ils ont eu huit enfants :
1. Pongpring Boontawee : mère de trois enfants.
2. Patthaya Kommalanon : mère de deux enfants.
3. Khunphon Boontawee, marié avec Thida (Khanbua), morte en couche.
4. Pornpana Smith, mariée avec un Britannique : aucun enfant.
5. Chalermphon Boontawee, marié avec Wanpen : père d'une fille.
6. Puongphaka Boontawee Baker (divorcée) : mère de trois enfants.
7. Thairat Boontawee, marié avec Eed : père de trois filles.
8. Poonpissamai Boontawee (divorcée) : mère de deux enfants.

En 1974, après la mort de sa femme, à l'âge de 46 ans et après neuf ans d’enseignement dans un village, Kampoon devient gardien de prison à Ranong dans le sud de la Thaïlande. Il démissionne de son poste de gardien de prison deux ans plus tard. C'est à cette époque qu'il se met sérieusement à écrire et commence à collaborer à l'hebdomadaire Fa Muang Thaï. Très vite, plusieurs de ses nouvelles sont primées et il publie Fils de l'I-sân (« Luk Isan » ; ลูกอีสาน) en 1977. Lors d’un voyage entre Ranong et Bangkok, il rencontre Lanna Chareonsitthichai, originaire comme lui de Yasothon. Il se marie avec elle et ils ont un fils. Plus tard, sa nouvelle épouse Lanna écrit le roman  เจ๊กบ้านนอก Chek Bannok « Le Chinois de la campagne » sous le nom de plume  กิมหลั่น Kim Lan. Puis, ils fondent la maison d’édition  โป๊ยเซียน Pouyzian (Euphorbe) pour publier leurs œuvres à tous les deux.
Kampoon Boontawee reçoit le titre d’artiste national en littérature le 14 décembre 2001.
Le 4 avril 2003, il meurt d’une crise cardiaque à l’âge de 74 ans. Le 30 juillet 2003, la cérémonie crématoire est présidée par Son Altesse royale la princesse Maha Chakri Sirindhorn, fille du roi Rama IX au temple Chonprathan Rangsarit à Nonthaburi.

## Œuvres
Ses deux œuvres les plus connues sont :
- Luk Isan (ลูกอีสาน) qui raconte la vie quotidienne et les jeux d’un enfant dans un village traditionnel pauvre de l'Isan. Cette œuvre gagne le prix du meilleur roman de l’année 1976 et le prix des écrivains de l'Asie du Sud-Est pour la Thaïlande en 1979 (prix S.E.A. Write Award)[3]. En plus, le roman « Luk Isan » est adapté en film en 1982 sous le titre de A Son of The Northeast[4] par le réalisateur Vichit Kounavudhi[5],[6]; il  est aussi choisi pour être une des lectures de référence pour les lycéens. « Luk Isan » est traduit en anglais, japonais et français.
- Nai Hoi Thamil (นายฮ้อยทมิฬ) qui raconte l'histoire d’un maquignon parti vendre ses buffles à Bangkok et qui doit affronter de nombreuses difficultés sur le chemin. Ce récit a reçu le prix mention honorable du roman de l’année 1977.

### Autres romans
- ดอกฟ้ากับหมาคุก Dokfa Kap Ma Khuk (La belle et le prisonnier)
- คำสารภาพของคนขี้คุก Kham Saraphap Khong Khon Khikhuk (La confession d'un prisonnier)
- เลือดอีสาน Lueat Isan (Le sang d’I-Sân), suite de Fils de l'I-sân
- อีสานพเนจร Isan Phanechon (I-Sân le vagabond)
- เสียงกระซิบจากโซ่ตรวน Siang Krasip Chak So Truan (Le bruit de la chaîne)
- ลูกลำน้ำโขง Luk Lamnam Kong (Le fils du fleuve Mékong), roman d'aventures racontant la vie des communautés riveraines du Mékong (1991)
- วีรบุรุษเมืองใต้ Wiraburut Mueang Tai (Le héros du Sud) (1978)
- ใหญ่ก็ตาย ไม่ใหญ่ก็ตาย Yai Ko Tai Mai Yai Ko Tai (Grand ou petit, on meurt tous) (1977)
- หน้านาย แมงดา อาโก โสเภณีเด็ก Nanai Maengda Ako Sopheni Dek (Le maquereau et Ako l’enfant prostituée)
- นรกหนาวในเยอรมัน Narok Nao Nai Yoeraman (L'enfer glacé en Allemagne)
- ตำนานรักลูกปักษ์ใต้ Tamnan Rak Luk Paktai (L'histoire d’amour d’un homme du Sud) (1995)
- ลูกอีสานขี่เรือบิน Luk Isan Khi Ruea Bin (Fils de l'I-Sân prend l’avion) - le journal de son voyage à Bangkok et aux Philippines pour recevoir le Prix S.E.A Write (1998).
- แผนชั่วเชือดอีสาน Phaen Chua Chueat Isan (La conspiration pour détruire I-Sân)
- นายฮ้อยทมิฬ ภาคสมบูรณ์ Nai Hoi Thamil Phak Sombun, (Monsieur Naihoi, version complète) (2000).

### Recueils des nouvelles
- หอมกลิ่นบาทา Hom Klin Ba Tha (Le parfum des pieds)
- นักเลงลูกทุ่ง Nakleng Lukthung (Le hooligan de la campagne)
- แม่หม้ายที่รัก Mae Mai Thirak (La veuve d’amour) (1977)
- เสือกเกิดมารวย Sueak Koet Ma Ruai (Comme on est né riche) (1990)
- พยาบาลที่รัก Phayaban Thirak (L’infirmière chérie)

### Essais
- ไปยิงเสือโคร่ง Pai Ying Suea Khrong (La chasse au tigre du Bengale) (1975)
- คำพูนกลัวตาย Kampoon Klua Tai (Kampoon qui a peur de la mort) (1994)
- สี่เด๋อย่ำเยอรมัน Si Doe Yam Yoeraman (Quatre idiots en Allemagne) (1990)
- นิทานพื้นบ้านอีสาน Nithan Phuenban Isan (Les contes folkloriques d’I-Sân)

## Roman traduit en français
- Fils de l’I-Sân (Luk Isan ; ลูกอีสาน), traduit par Gérard Fouquet avec la collaboration de Sirikorn L. Maneerin, Nopporn Prachakul et Tatsanai Wongpisethkul, Éditions Fayard, Collection Les enfants du fleuve, 384 pages, 1991 (ISBN 978-2213026527).